# Hart voor Urk
Hart voor Urk is een lokale politieke partij in de gemeente Urk die is ontstaan door een afsplitsing van de lokale SGP-fractie rondom het raadslid Jan Koffeman, nadat deze in opspraak was gekomen vanwege een veroordeling in een visfraudezaak.
De partij geldt als een reformatorische partij. In maart 2010 was de partij de grote winnaar bij gemeenteraadsverkiezingen op het voormalige eiland. De partij won vier zetels en nam daarna deel aan het college.
De wethouder voor Hart voor Urk is sinds 2010 Gerrit Post.